# New wave-musik
New wave (på svenska även nya vågen) är en subgenre inom västerländsk populärmusik som uppstod i Storbritannien ungefär 1977–78 efter punkrocken. New wave stod först för en mer poporienterad och mindre revolutionär musik än punken, men kom snart att beteckna nästan all ny musik som inte var mainstreampop.

## Definition
Termen var först en slags beskrivning av en mer musikaliskt och lyrikmässigt komplex musik än punk, den omfattade punkband "som lärt sig spela", och hos vissa band som The Jam och The Specials fanns värderingar som antirasism och ett utbrett missnöje med regeringen Thatchers ekonomiska politik. I förlängningen ledde ambitionen att förena musik och socialt engagemang att just två new wave-artister – Bob Geldof och Midge Ure – tog initiativet till den stora hjälpgalan för Etiopien, Live Aid. Till de ekonomisk-politiska ställningstagandena hörde även initiativen att starta egna skivbolag.
Musikaliskt fanns influenser från punk, rock, pop, reggae, ska, dub, mycket tidiga Beatles-låtar, samt elektronisk musik och världsmusik, och Nya vågen var därmed en mycket bred genre omkring åren 1979–85. Till de stora artisterna hörde The Police, Blondie, The Clash, Elvis Costello och Talking Heads.
Med nya tekniska och ljudmässiga möjligheter inleddes ett experimenterande med synthesizers och den gitarrdominerande new wave-musiken hamnade i början av 1980-talet i skuggan av mer elektronisk och dansorienterad musik med band som ABC, Duran Duran och Spandau Ballet. I Storbritannien fick dessa nya former av new wave namn som syntpop, new romantic och new pop.
Musikvideons ökande betydelse och MTV gjorde en lång rad nya vågen-artister kommersiellt stora, vilket även bidrog till att new wave blev mainstream och vid mitten av 1980-talet därmed hade spelat ut sin roll.
Efter att ha ringaktats en tid under det sena 1980-talet blev new wave från mitten av 1990-talet omvärderat med inte bara en nostalgivåg utan som en betydande inspirationskälla för senare artister.

## Brittisk new wave
Bland de första att förena punkens energi med popkänsla och definiera new wave var Elvis Costello med sin succédebut My Aim Is True från 1977. Framgången innebar också att äldre pubrockartister som Nick Lowe och Graham Parker hamnade i rampljuset. I slutet av 1970-talet kom det fram en lång rad gitarrbaserade new wave-band i varierade stilar; rockiga The Pretenders, reggaepop-influerade The Police, kantig pop av XTC, popband som Squeeze och retrorock som Rockpile. Ungefär samtidigt kom också en våg av ska- och mod-influerade band. De ledande skapopbanden The Specials, Madness och The Beat hade mer framträdande dansrytmer än den mesta annan new wave-musik. The Jam uppdaterade 1960-talets modspop och fick mängder av efterföljare. I början av 1980-talet hamnade den gitarrdominerade new wave-musiken i skuggan av mer elektronisk och dansorienterad syntpop och new romantic med band som ABC, Duran Duran och Spandau Ballet.

## Amerikansk new wave
De ledande amerikanska new wave-banden Blondie och The Ramones förenade ironiska influenser från 1960-talspop, tuggummipop och garagerock med popkänsla. Andra representanter för amerikansk new wave var powerpopband som The Knack och The Romantics. Talking Heads stod för en mer intellektuell musik och blev med album som Remain in Light ett av de främsta amerikanska new wave-banden. Andra framgångsrika band var The Cars och The B 52's. De senare med en egensinnig och nyskapande blandning av pop, kitsch, humor och visuella gimmicks som fick många efterföljare.

## Svensk new wave
Lustans Lakejer har kallats för svenska new wave-pionjärer.

## Exempel på artister och grupper
- Adam and the Ants[6]
- Alphaville
- Animotion
- The Bangles
- The Beat
- Berlin
- Bow Wow Wow
- Blondie
- Boomtown Rats
- The Cars
- The Clash (efter de första punk-åren)
- China Crisis
- Cyndi Lauper (tidigt i karriären)
- Elvis Costello (tidigt i karriären)
- Culture Club/Boy George
- The B-52's
- Devo
- Dexys Midnight Runners
- Duran Duran
- Echo & the Bunnymen
- Wreckless Eric(Stiff)
- Eurythmics
- Graham Parker och The Rumour
- Gjurmët (Prishtina)
- The Fixx
- The Go-Go's
- Nina Hagen
- Human League
- Billy Idol
- Imperiet
- Richard Hell och The Voidoids
- Joe Jackson
- The Jam
- Japan
- Joy Division
- Mickey Jupp
- Kim Wilde
- The Knack
- Lustans Lakejer
- Lene Lovich(Stiff)
- Nick Lowe
- Kirsty MacColl
- Madness (efter första albumet)
- Men at Work
- Modern English
- Naked Eyes
- Nena
- New Age Steppers
- Hazel O'Connor
- New Order
- Pink Fairies
- Plasmatics
- The Pogues
- Plastic Bertrand
- The Pretenders
- The Psychedelic Furs
- Reeperbahn
- Roxy Music
- Spandau Ballet
- Simple Minds
- Squeeze
- Strasse
- Rachel Sweet(Stiff)
- The Police
- The Selecter (efter första albumet)
- The Slits
- The Special AKA
- The Specials (efter första albumet)
- Tears for Fears
- Talking Heads
- Television
- The The
- Tom Tom Club
- Tredje Mannen
- Ultravox
- The Sounds
- XTC